# Masha i Medvedi
Masha i Medvedi (en ruso: Маша и Медведи; literalmente en español: «Masha y los osos») es una banda de rock ruso formada en 1997 por Masha Makarova. La banda ha lanzado tres álbumes de estudio y su sencillo "Zemlya" apareció en la película Brat 2 (2000).

## Historia
El punto de partida para la historia de la banda fue 1996, cuando Maria Makarova le entregó su demo a Oleg Nesterov de la banda Megapolis, que estaba de gira en su natal Krasnodar. El 13 de enero de 1997, cuando Makarova firmó un contrato con Nesterov para convertirse en su productora, se considera la fecha oficial de la formación de la banda. Más tarde ese año, la formación se completó. Con el apoyo de la compañía de gestión Snegiri Music, se mudaron a Moscú y firmaron para Extraphone Records, que lanzó su álbum debut Solntseklesh en 1998. Los videos de las canciones "Lyubochka" y "BT (Without you)" fueron filmados en India y dirigidos por Mikhail Khleborodov. Todas las letras del álbum fueron escritas por la propia cantante, con la excepción de "Lyubochka", una versión graciosa del poema infantil de Agniya Barto.
Tanto el álbum como la banda recibieron el premio Discovery of 1998 en el festival Maxidrom, organizado por Radio Maximum y celebrado en el Olympiysky de Moscú. Los numerosos galardones de la banda para ese año incluyen Banda del año (revista Matador), Debut del año (OM), cantante del año (para Makarova, Moskovsky Komsomolets), canción del año ("Lyubochka", Radio Maximum). "Lyubochka" pasó 16 semanas en el Moskovsky Komsomolets Charts y alcanzó su primer puesto cuatro veces. El segundo sencillo de la banda, "Reykjavik" (y el video para él, filmado en Islandia), también fueron elogiados por los medios rusos. La banda encabezó varios eventos importantes en Rusia (Sochi Riviera, MehaHaus, junio de 1998) y en el extranjero (City Festival, Kiev, septiembre de 1998).
El segundo álbum de la banda Kuda? fue lanzado el 8 de marzo de 2000 por Extraphone. Se grabaron dos videoclips para la canción "Zemlya", que en 2000 apareció en la banda sonora de la película Brat 2, protagonizada por Sergei Bodrov.
El grupo se disolvió en 2000, debido a un conflicto entre Masha Makarova y el resto del grupo. Se reformaron en 2004 para grabar Bez yazyka (Sin idioma), su tercer álbum de estudio, lanzado por Style Records en 2006, y luego reanudaron sus giras, actuando principalmente en clubes rusos. Su siguiente gran lanzamiento, concebido como un rompecabezas y temáticamente vinculado al esperado "fin del mundo" (según el calendario maya) salió en cuatro partes y finalmente fue lanzado como los dos EP, Konets (2012) y Gusenitsy (Caterpillars, 2013). El 23 de febrero de 2017, se lanzó el nuevo sencillo "Mira Voyna".

## Miembros
- Masha Makarova - vocales, compositora, flauta, guitarra.
- Vyacheslav Motylev - guitarra
- Maxim Khomich - guitarra
- George Avanesyan - bajo
- Vyacheslav Kozyrev - batería

## Discografía

### Álbumes de estudio
- 1998 - Solntseklesh (Extraphone)
- 2000 - Kuda? (Extraphone)
- 2006 - Bez yazyka (Style Records)

### EP
- 2012 - The End
- 2013 - Caterpillars